# Stara Synagoga w Pradze
Stara Synagoga w Pradze, zwana również Starą Szkołą (cz. Stará škola) – nieistniejąca synagoga znajdująca się w Pradze, przy obecnej ulicy Dušní, w dzielnicy Josefov.
Synagoga została zbudowana najpóźniej w XII wieku. Podczas zamieszek w Wielkanoc w 1389 roku została spalona i zrujnowana. Wkrótce została gruntownie odnowiona. 
Ponownie spłonęła w 1515 roku i w 1536 roku została wyremontowana. W latach 1604–1622 przeprowadzono remont i przy okazji wydłużono budowlę. W 1693 roku z rozkazu cesarza została zamknięta, ale już w 1703 roku ponownie otwarta dzięki przełożonemu Samuelowi Taussingowi. W 1744 roku na polecenie Marii Teresy Żydzi zostali wygnani z Pragi, ale już dwa lata później to zarządzenie zostało unieważnione. Między 1745 a 1749 rokiem synagoga została ponownie zniszczona. W 1750 roku została wyremontowana ze środków przewodniczącego gminy żydowskiej Israela Frankla Spira. 
W 1754 roku po raz kolejny spłonęła, a następnie została wyremontowana. Od 1837 roku należała do gminy reformowanej, która wprowadziła do niej m.in. organy. W latach 40. XIX wieku synagoga została przebudowana w stylu neogotyckim. Wkrótce jednak przestała odpowiadać potrzebom gminy i w 1867 roku została zburzona. Na jej miejscu w 1868 roku wybudowano nową synagogę, zwaną później Hiszpańską.